# Schwarzschildova metrika
Schwarzschildova métrika [švárcšildova ~] (znana tudi kot (zunanja) Schwarzschildova rešitev) je v Einsteinovi splošni teoriji relativnosti singularna eksaktna rešitev Einsteinovih enačb polja, ki opisuje gravitacijsko polje zunaj sferne mase, pri čemer privzema, da so električni naboj mase, vrtilna količina mase in univerzalna kozmološka konstanta enaki nič. Rešitev je uporabni približek za opis počasi vrtečih se astronomskih teles, kot so mnoge zvezde in planeti, vključno z Zemljo in Soncem. Rešitev je našel Karl Schwarzschild leta 1916. Njegova rešitev ni bila samo eksaktna rešitev Einsteinovih enačb polja, ampak je bila tudi osnova za klasične preskuse splošne teorije relativnosti.
Po Birkhoffovem izreku je Schwarzschildova metrika najsplošnejša sfernosimetrična vakuumska rešitev Einsteinovih enačb polja. Schwarzschildova črna luknja ali statična črna luknja je črna luknja, ki je brez električnega naboja in brez vrtilne količine (se ne vrti). Schwarzschildovo črno luknjo opisuje Schwarzschildova metrika in je ni moč razlikovati od druge Schwarzschildove črne luknje razen po njeni masi.
Za Schwarzschildovo črno luknjo je značilna okoliška sferna meja, imenovana dogodkovno obzorje, ki se nahaja na Schwarzschildovem polmeru ({\displaystyle r_{\rm {s}}\!\,}). Polmer se pogosto imenuje polmer črne luknje. Meja ni fizična površina in oseba, ki je padla skozi dogodkovno obzorje (preden so jo raztrgale plimske sile), na tem mestu ne bi opazila nobene fizične površine – je matematična 'površina', ki je pomembna pri določanju značilnosti črne luknje. Vsaka nevrteča in nenabita masa, ki je manjša od Schwarzschildovega polmera, tvori črno luknjo. Rešitev Einsteinovih enačb polja velja za katero koli maso {\displaystyle M\!\,}, tako da bi načeloma (znotraj splošne teorije relativnosti) lahko obstajala Schwarzschildova črna luknja poljubne mase, če bi pogoji postali dovolj ugodni za njen nastanek.
V bližini Schwarzschildove črne luknje se prostor tako ukrivi, da se celo svetlobni žarki odklonijo, zelo bližnja svetloba pa se lahko tako odkloni, da večkrat potuje okrog črne luknje.

## Formulacija
Schwarzschildova metrika je sfernisimetrična Lorentzeva metrika (tukaj z dogovorom metrične signature {\displaystyle (+---)\!\,}), definirana na (podmnožici):
{\displaystyle \mathbb {R} \times \left(E^{3}-O\right)\cong \mathbb {R} \times (0,\infty )\times S^{2}\!\,,}
kjer je {\displaystyle E^{3}} trirazsežni evklidski prostor, {\displaystyle S^{2}\subset E^{3}} pa je dvosfera. Grupa vrtenj {\displaystyle \mathrm {SO} (3)=\mathrm {SO} (E^{3})\!\,} deluje na {\displaystyle E^{3}-O\!\,} ali faktor {\displaystyle S^{2}\!\,} kot vrtenja okrog središča {\displaystyle O\!\,}, pri čemer pušča prvi faktor {\displaystyle \mathbb {R} \!\,} nespremenjen. Schwarzschildova metrika je rešitev Einsteinovih enačb polja v praznem prostoru, kar pomeni, da velja le zunaj gravitacijskega telesa. To za sferno telo s polmerom {\displaystyle R\!\,} pomeni, da rešitev velja za {\displaystyle r>R\!\,}. Za opis gravitacijskega polja znotraj in zunaj gravitirajočega telesa je treba Schwarzschildovo rešitev uskladiti z ustrezno notranjo rešitvijo pri {\displaystyle r=R\!\,}, kot je na primer notranja Schwarzschildova metrika.
V Schwarzschildovih koordinatah {\displaystyle (t,r,\theta ,\phi )\!\,} ima Schwarzschildova metrika (ali enakovredno invariantni kvadrat infinitezimalnega ločnega elementa za lastni čas) obliko:
{\displaystyle {\operatorname {d} \!s}^{2}=c^{2}{\operatorname {d} \!\tau }^{2}=g_{\mu \nu }\operatorname {d} \!x^{\mu }\operatorname {d} \!x^{\nu }=\gamma _{\rm {s}}c^{2}\operatorname {d} \!t^{2}-{\frac {\operatorname {d} \!r^{2}}{\gamma _{\rm {s}}}}-r^{2}{\operatorname {d} \!\Omega }^{2}\!\,,}
kjer je {\displaystyle {\operatorname {d} \!\Omega }^{2}\!\,} metrika na dvosferi, to je {\displaystyle {\operatorname {d} \!\Omega }^{2}=\operatorname {d} \!\theta ^{2}+\sin ^{2}\theta \operatorname {d} \!\phi ^{2}\!\,}. Tu je naprej:
- {\displaystyle \operatorname {d} \!\tau ^{2}\!\,} – je pozitiven za časovne krivulje, kjer je {\displaystyle \tau \!\,} lastni čas (čas, ki ga meri ura, gibajoča se vzdolž iste svetovnice skupaj s testnim delcem),
- {\displaystyle c\!\,} – hitrost svetlobe v vakuumu,
- {\displaystyle t\!\,} – za {\displaystyle r>r_{\rm {s}}\!\,} časovna koordinata, (ki jo meri ura, oddaljena neskončno stran od masivnega telesa in mirujoča glede nanj),
- {\displaystyle r\!\,} – za {\displaystyle r>r_{\rm {s}}\!\,} radialna koordinata, (merjena kot obseg sfere v središču okrog masivnega telesa, deljen z {\displaystyle 2\pi \!\,}),
- {\displaystyle \Omega \!\,} – točka na dvosferi {\displaystyle S^{2}\!\,},
- {\displaystyle \theta \!\,} – kolatituda {\displaystyle \Omega \!\,} (kot od severa v enotah radianov), definirana po poljubno izbrani z-osi,
- {\displaystyle \phi \!\,} – longituda {\displaystyle \Omega \!\,} (tudi v radianih) okrog izbrane z-osi,
- {\displaystyle \gamma _{\rm {s}}=1-{\frac {r_{\rm {s}}}{r}}\!\,},
- {\displaystyle r_{\rm {s}}\!\,} – Schwarzschildov polmer masivnega telesa, skalirni faktor, ki je povezan z njegovo maso {\displaystyle M\!\,} z izrazom {\displaystyle r_{\rm {s}}={2GM}/{c^{2}}\!\,}, kjer je {\displaystyle G\!\,} gravitacijska konstanta,[10]
- {\displaystyle g_{\mu \nu }\!\,} – metrični tenzor.[a]

Metrični tenzor se lahko zapiše kot:
{\displaystyle g_{\mu \nu }={\begin{bmatrix}\gamma _{\rm {s}}c^{2}&0&0&0\\0&-{\frac {1}{\gamma _{\rm {s}}}}&0&0\\0&0&-r^{2}&0\\0&0&0&-r^{2}\sin ^{2}\theta \end{bmatrix}}\!\,.}
Schwarzschildova metrika ima singularnost pri {\displaystyle r=0\!\,} kar je notranja ukrivljenostna singularnost. Kakor izgleda, ima singularnost tudi na dogodkovnem obzorju {\displaystyle r=r_{\rm {s}}\!\,}. Odvisno od zornega kota je tako definirana le na zunanjem območju {\displaystyle r>r_{\rm {s}}\!\,}, samo na notranji strani {\displaystyle r<r_{\rm {s}}\!\,} ali na njuni disjunktni uniji. Vendar pa metrika dejansko ni singularna čez dogodkovno obzorje, kot je razvidno iz ustreznih koordinat (glej spodaj). Za {\displaystyle r\gg r_{\rm {s}}\!\,} je Schwarzschildova metrika asimptotična standardni Lorentzevi metriki na prostoru Minkowskega. Za skoraj vsa astronomska telesa je razmerje {\displaystyle r_{\rm {s}}/R\!\,} izjemno majhno. Schwarzschildov polmer Zemlje {\displaystyle r_{\rm {s}}^{({\text{Z}})}\!\,} je na primer približno 89 mm. Za Sonce, ki je za vrednost {\displaystyle 3,3\cdot 10^{5}\!\,} masivnejše, je Schwarzschildov polmer {\displaystyle r_{\rm {s}}^{({\text{S}})}\!\,} približno enak 3,0 km. Razmerje postane veliko le v bližini črnih lukenj in drugih ultragostih teles, kot so nevtronske zvezde.
Izkazalo se je, da ima radialna koordinata fizični pomen kot »lastna razdalja med dvema dogodkoma, ki se zgodita sočasno glede na radialno premikajoči se geodetski uri, pri čemer dva dogodka ležita na isti radialni koordinatni črti«.
Schwarzschildova rešitev je analogna klasični Newtonovi teoriji gravitacije, ki ustreza gravitacijskemu polju okrog točkastega delca. Tudi na zemeljskem površju so popravki Newtonove gravitacije le en del v milijardi.

## Zgodovina
Schwarzschildova rešitev se imenuje po Karlu Schwarzschildu, ki je našel eksaktno rešitev leta 1915. 22. decembra je o rešitvi pisal Einsteinu in jo objavil januarja 1916, nekaj več kot mesec dni po objavi Einsteinove splošne teorije relativnosti. To je bila prva eksaktna rešitev Einsteinovih enačb polja, razen trivialne rešitve ravnega prostora-časa v koordinatah {\displaystyle (t,x,y,z)\!\,}:
{\displaystyle \operatorname {d} \!s^{2}=\eta _{\mu \nu }\operatorname {d} \!x^{\mu }\operatorname {d} \!x^{\nu }=c^{2}\operatorname {d} \!t^{2}-\operatorname {d} \!x^{2}-\operatorname {d} \!y^{2}-\operatorname {d} \!z^{2}\!\,,}
z:
{\displaystyle \eta _{\mu \nu }={\begin{bmatrix}c^{2}&0&0&0\\0&-1&0&0\\0&0&-1&0\\0&0&0&-1\end{bmatrix}}\!\,,}
ali v sfernih koordinatah {\displaystyle (t,r,\theta ,\phi )\!\,}:
{\displaystyle \operatorname {d} \!s^{2}=c^{2}\operatorname {d} \!t^{2}-\operatorname {d} \!r^{2}-r^{2}\operatorname {d} \!\Omega ^{2}\!\,}
in:
{\displaystyle \eta _{\mu \nu }={\begin{bmatrix}c^{2}&0&0&0\\0&-1&0&0\\0&0&-r^{2}&0\\0&0&0&-r^{2}\sin ^{2}\theta \end{bmatrix}}\!\,.}
Schwarzschild je umrl kmalu po objavi njegovega članka zaradi bolezni (ki naj bi bila pemfigus). Dobil naj bi jo med služenjem v Cesarski nemški vojski med 1. svetovno vojno. Einstein je v pismu Schwarzschildu 29. decembra 1915 zapisal:
Spoštovani kolega!

Vaš izračun, ki zagotavlja edinstven dokaz problema, je izjemno zanimiv. Upam, da boste isto kmalu objavili! Nisem si mislil, da bo stroga obravnava točkovnega problema tako enostavna.
Johannes Droste je leta 1916 neodvisno našel enako rešitev in pri tem uporabil enostavnejšo in neposrednejšo izpeljavo.
V zgodnjih letih splošne teorije relativnosti je bilo veliko zmede glede narave singularnosti, ki se jih najde v Schwarzschildovi in drugih rešitvah Einsteinovih enačbah polja. V Schwarzschildovem izvirnem članku je postavil to, kar se sedaj imenuje dogodkovno obzorje, v izhodišče svojega koordinatnega sistema. V tem članku je kot pomožno spremenljivko uvedel tudi to, kar je sedaj znano kot Schwarzschildova radialna koordinata ({\displaystyle r\!\,} v zgornjih enačbah). V svojih enačbah je Schwarzschild uporabljal drugačno radialno koordinato, ki je bila nič pri Schwarzschildovem polmeru.
Popolnejšo analizo strukture singularnosti je podal David Hilbert naslednje leto in identificiral obe singularnosti pri {\displaystyle r=0\!\,} in pri Schwarzschildovem polmeru {\displaystyle r=r_{\rm {s}}\!\,}. Čeprav je obstajalo splošno soglasje, da je singularnost pri {\displaystyle r=0\!\,} 'resnična' fizična singularnost, je narava singularnosti pri {\displaystyle r=r_{\rm {s}}\!\,} ostala nejasna.
Leta 1921 sta Paul Painlevé in leta 1922 Allvar Gullstrand neodvisno izdelala metriko, sfernosimetrično rešitev Einsteinovih enačb, za katero se sedaj ve, da je koordinatna transformacija Schwarzschildove metrike, Gullstrand-Painlevéjeve koordinate, v kateri pri {\displaystyle r=r_{\rm {s}}\!\,} ni bilo singularnosti. Vendar pa nista prepoznala, da so bile njune rešitve le koordinatne transformacije, in sta svojo rešitev dejansko uporabila za dokazovanje, da je Einsteinova teorija napačna. Leta 1924 je Arthur Stanley Eddington izdelal prvo koordinatno transformacijo (Eddington-Finkelsteinove koordinate), ki je pokazala, da je singularnost pri {\displaystyle r=r_{\rm {s}}\!\,} koordinatni artefakt, čeprav se zdi, da se prav tako ni zavedal pomena tega odkritja. Kasneje, leta 1932, je Georges Lemaître podal drugačno koordinatno transformacijo (Lemaîtrejeve koordinate) z istim učinkom in bil prvi, ki je spoznal, da to pomeni, da singularnost pri {\displaystyle r=r_{\rm {s}}\!\,} ni fizična. Leta 1939 je Howard Percy Robertson pokazal, da bi prosto padajoči opazovalec, ki se spušča v Schwarzschildovi metriki, prečkal singularnost {\displaystyle r=r_{\rm {s}}\!\,} v končnem lastnem času, čeprav bi to trajalo neskončno veliko časa v smislu koordinatnega časa {\displaystyle t\!\,}.
Leta 1950 je John Lighton Synge napisal članek, ki je pokazal največjo analitično razširitev Schwarzschildove metrike in ponovno pokazal, da je singularnost pri {\displaystyle r=r_{\rm {s}}\!\,} koordinatni artefakt in da predstavlja dve obzorji. Podoben rezultat sta kasneje ponovno izpeljala George Szekeres in neodvisno Martin David Kruskal. Nove koordinate, sedaj znane kot Kruskal-Szekeresove koordinate, so bile veliko enostavnejše od Syngevih, vendar sta obe zagotovili eno množico koordinat, ki je pokrivala celoten prostor-čas. Vendar pa so morda zaradi zakotnosti revij, v katerih sta bila objavljena članka Lemaîtra in Syngea, njuni zaključki ostali neopaženi, saj so mnogi glavni akterji na tem področju, vključno z Einsteinom, verjeli, da je singularnost v Schwarzschildovem polmeru fizična. Syngeva poznejša izpeljava Kruskal-Szekeresove metrične rešitve, ki je bila motivirana z željo, da bi se izognilo »uporabi 'slabih' [Schwarzschildovih] koordinat za pridobitev 'dobrih' [Kruskal-Szekeresovih] koordinat«, je bila na splošno premalo cenjena v literaturi, vendar jo je prevzel Subrahmanyan Chandrasekhar v svoji monografiji o črnih luknjah leta 1983.
Pravi napredek je bil dosežen v 1960-ih, ko je matematično stroga formulacija v smislu diferencialne geometrije vstopila na področje splošne teorije relativnosti, kar je omogočilo eksaktnejše definicije tega, kaj pomeni, da je Lorentzeva mnogoterost singularna. To je vodilo do dokončne identifikacije singularnosti {\displaystyle r=r_{\rm {s}}\!\,} v Schwarzschildovi metriki kot dogodkovnega obzorja – hiperploskve v prostoru-času, ki jo je mogoče prečkati samo v eno smer.

## Singularnosti in črne luknje
Zdi se, da ima Schwarzschildova rešitev singularnosti pri {\displaystyle r=0\!\,} in {\displaystyle r=r_{\rm {s}}\!\,} – nekatere metrične komponente pri teh polmerih »eksplodirajo« (povzročijo deljenje z ničlo ali množenje z neskončnostjo). Ker se pričakuje, da bo Schwarzschildova metrika veljavna samo za tiste polmere, večje od polmera gravitirajočega telesa {\displaystyle R\!\,}, ni problema, dokler je {\displaystyle R>r_{\rm {s}}\!\,}. Za običajne zvezde in planete je to vedno tako. Sončev polmer je na primer približno 700.000 km, njegov Schwarzschildov polmer pa le 3 km.
Singularnost pri {\displaystyle r=r_{\rm {s}}\!\,} deli Schwarzschildove koordinate na dve nepovezane zaplati. Zunanja Schwarzschildova rešitev z {\displaystyle r>r_{\rm {s}}\!\,} je tista, ki je povezana z gravitacijskimi polji zvezd in planetov. Notranja Schwarzschildova rešitev z {\displaystyle 0\geq r<r_{\rm {s}}\!\,}, ki vsebuje singularnost pri {\displaystyle r=0\!\,}, je popolnoma ločena od zunanje zaplate s singularnostjo pri {\displaystyle r=r_{\rm {s}}\!\,}. Schwarzschildove koordinate torej ne zagotavljajo fizične povezave med obema zaplatama, ki ju je mogoče obravnavati kot ločeni rešitvi. Vendar je singularnost pri {\displaystyle r=r_{\rm {s}}\!\,} iluzija – je primer tega, kar se imenuje koordinatna singularnost. Kot že ime pove, singularnost nastane zaradi slabe izbire koordinat ali koordinatnih pogojev. Pri spremembi v drug koordinatni sistem (na primer Lemaîtrejeve koordinate, Eddington-Finkelsteinove koordinate, Kruskal-Szekeresove koordinate, koordinate Novikova ali Gullstrand-Painlevéje koordinate) metrika postane regularna pri {\displaystyle r=r_{\rm {s}}\!\,} in lahko razširi zunanjo zaplato na vrednosti {\displaystyle r<r_{\rm {s}}\!\,}. Z uporabo drugačne koordinatne transformacije se lahko nato poveže razširjeno zunanjo zaplato z notranjo.
Primer {\displaystyle r=0\!\,} pa je drugačen. Če se vpraša, ali je rešitev veljavna za vse {\displaystyle r\!\,}, se naleti na pravo fizično singularnost ali gravitacijska singularnost v izvoru. Da bi se videlo, da je to prava singularnost, je treba pogledati količine, ki so neodvisne od izbire koordinat. Ena takšnih pomembnih količin je Kretschmannova invarianta, podana z izrazom:
{\displaystyle R^{\alpha \beta \gamma \delta }R_{\alpha \beta \gamma \delta }={\frac {12r_{\rm {s}}^{2}}{r^{6}}}={\frac {48G^{2}M^{2}}{c^{4}r^{6}}}\!\,.}
Pri {\displaystyle r=0\!\,} ukrivljenost postane neskončna, kar kaže na prisotnost singularnosti. Na tej točki metrike ni mogoče razširiti na gladek način (Kretschmannova invarianta vključuje druge odvode metrike), sam prostor-čas potem ni več dobro definiran. Poleg tega je Jan Sbierski pokazal, da metrike ni mogoče razširiti niti na zvezni način. Dolgo časa je veljalo, da je taka rešitev nefizična. Vendar pa je boljše razumevanje splošne teorije relativnosti vodilo do spoznanja, da so bile takšne singularnosti generična značilnost teorije in ne le eksotičen poseben primer.
Schwarzschildova rešitev, ki velja za vse {\displaystyle r>0\!\,}, se imenuje Schwarzschildova črna luknja. Je popolnoma veljavna rešitev Einsteinovih enačb polja, čeprav ima (kot druge črne luknje) precej bizarne značilnosti. Pri {\displaystyle r<r_{\rm {s}}\!\,} Schwarzschildova radialna koordinata {\displaystyle r\!\,} r postane časovna in časovna koordinata {\displaystyle t\!\,} postane prostorska. Krivulja pri konstantnem {\displaystyle r\!\,} ni več možna svetovnica delca ali opazovalca, tudi če se uporabi sila, da bi jo tam obdržala – to se zgodi, ker je prostor-čas toliko ukrivljen, da smer vzroka in posledice (prihodnji svetlobni stožec delca) kaže v singularnost. Površina {\displaystyle r=r_{\rm {s}}\!\,} razmejuje dogodkovno obzorje črne luknje. Predstavlja točko, čez katero svetloba ne more več uiti gravitacijskemu polju. Vsako fizično telo, katerega polmer {\displaystyle R\!\,} postane manjši ali enak Schwarzschildovemu polmeru {\displaystyle r_{\rm {s}}\!\,}, doživi gravitacijski kolaps in postane črna luknja.

## Alternativne koordinate
Schwarzschildova rešitev se lahko izrazi v nizu različnih izbir koordinat poleg zgoraj uporabljenih Schwarzschildovih koordinat. Različne izbire poudarijo različne značilnosti rešitve. Naslednja razpredelnica prikazuje nekaj priljubljenih izbir.
| koordinate                         | ločni element {\displaystyle \operatorname {d} \!s^{2}\!\,} | opombe | značilnosti |
| ---------------------------------- | --- | --- | --- |
| Eddington-Finkelsteinove (dohodne) | {\displaystyle \gamma \operatorname {d} \!v^{2}-2\operatorname {d} \!v\operatorname {d} \!r-r^{2}\,g_{\Omega }\!\,} | | regularne na prihodnjem obzorju preteklo obzorje je v {\displaystyle v=-\infty \!\,}                                      |
| Eddington-Finkelsteinove (izhodne) | {\displaystyle \gamma \operatorname {d} \!u^{2}+2\operatorname {d} \!u\operatorname {d} \!r-r^{2}g_{\Omega }\!\,} | | regularne na preteklem obzorju se razširjajo prek preteklega obzorja prihodnje obzorje je v {\displaystyle u=\infty \!\,} |
| Gullstrand-Painlevéje              | {\displaystyle \gamma \operatorname {d} \!T^{2}\pm 2{\sqrt {\frac {r_{\rm {s}}}{r}}}\operatorname {d} \!T\operatorname {d} \!r-\operatorname {d} \!r^{2}-r^{2}\,g_{\Omega }\!\,} | | regularne na preteklem in prihodnjem obzorju                                                                              |
| izotropne                          | {\displaystyle {\frac {\left(1-{\frac {r_{\rm {s}}}{4R}}\right)^{2}}{\left(1+{\frac {r_{\rm {s}}}{4R}}\right)^{2}}}{\operatorname {d} \!t}^{2}-\left(1+{\frac {r_{\rm {s}}}{4R}}\right)^{4}\,\left(\operatorname {d} \!x^{2}+\operatorname {d} \!y^{2}+\operatorname {d} \!z^{2}\right)\!\,} | {\displaystyle R={\sqrt {x^{2}+y^{2}+z^{2}}}\!\,} veljavne le zunaj dogodkovnega obzorja: {\displaystyle R>r_{\rm {s}}/4\!\,} | izotropni svetlobni stožci na konstantnih časovnih rezinah                                                                |
| Kruskal-Szekeresove                | {\displaystyle {\frac {4r_{\rm {s}}^{3}}{r}}e^{-{\frac {r}{r_{\rm {s}}}}}\,\left(\operatorname {d} \!T^{2}-\operatorname {d} \!R^{2}\right)-r^{2}\,g_{\Omega }\!\,} | {\displaystyle T^{2}-R^{2}=\left(1-{\frac {r}{r_{\rm {s}}}}\right)e^{\frac {r}{r_{\rm {s}}}}\!\,}                             | regularne na obzorju; regular at horizon; se maksimalno razširijo na polni prostor-čas                                    |
| Lemaîtrejeve                       | {\displaystyle \operatorname {d} \!T^{2}-{\frac {r_{\rm {s}}}{r}}\operatorname {d} \!R^{2}-r^{2}\,g_{\Omega }\!\,} | {\displaystyle r=\left({\tfrac {3}{2}}(R\pm T)\right)^{\frac {2}{3}}r_{\rm {s}}^{\frac {1}{3}}\!\,}                           | regularne tako na preteklem kot na prihodnjem obzorju                                                                     |
| harmonične                         | {\displaystyle {\frac {\rho -r_{\rm {s}}/2}{\rho +r_{\rm {s}}/2}}\operatorname {d} \!t^{2}-{\frac {\rho +r_{\rm {s}}/2}{\rho -r_{\rm {s}}/2}}\operatorname {d} \!\rho ^{2}-(\rho +r_{\rm {s}}/2)^{2}g_{\Omega }\!\,}                                                                         | {\displaystyle \rho =r-r_{\rm {s}}/2\!\,}                                                                                     | |

V zgornji razpredelnici je bilo zaradi kratkosti uvedeno nekaj okrajšav. Hitrost svetlobe {\displaystyle c\!\,} je bila nastavljena na 1. Zapis:
{\displaystyle g_{\Omega }=\operatorname {d} \!\Omega ^{2}=\operatorname {d} \!\theta ^{2}+\sin ^{2}\theta \operatorname {d} \!\phi ^{2}\!\,}
se je uporabil za metriko 2-razsežne sfere z enotskim polmerom. Poleg tega v vsakem vnosu {\displaystyle R\!\,} in {\displaystyle T\!\,} označujeta alternativne izbire radialne in časovne koordinate za posamezne koordinate. {\displaystyle R\!\,} in {\displaystyle T\!\,} se lahko razlikujeta od vnosa do vnosa.
Kruskal-Szekeresove koordinate imajo obliko, za katero je mogoče uporabiti transformacijo Belinskega in Zaharova. To pomeni, da je Schwarzschildova črna luknja oblika gravitacijskega solitona.

## Flammov paraboloid
Prostorsko ukrivljenost Schwarzschildove rešitve za {\displaystyle r>r_{\rm {s}}\!\,} je mogoče vizualizirati, kot prikazuje graf. Naj je konstantna časovna ekvatorialna rezina {\displaystyle H\!\,} skozi Schwarzschildovo rešitev s fiksiranjem {\displaystyle \theta =\pi /2,t={\text{konst.}}\!\,} in naj se preostali Schwarzschildovi koordinati {\displaystyle (r,\phi )\!\,} spreminjata. Naj zdaj obstaja dodatna evklidska razsežnost {\displaystyle w\!\,}, ki nima fizične realnosti (ni del prostora-časa). Nato se zamenja ravnino {\displaystyle (r,\phi )\!\,} s površino, vgreznjeno v smeri {\displaystyle w\!\,} v skladu z enačbo (Flammov paraboloid):
{\displaystyle w=2{\sqrt {r_{\rm {s}}\left(r-r_{\rm {s}}\right)}}\!\,.}
Ta površina ima značilnost, da se razdalje, izmerjene znotraj nje, ujemajo z razdaljami v Schwarzschildovi metriki, zaradi definicije {\displaystyle w\!\,} zgoraj:
{\displaystyle \operatorname {d} \!w^{2}+\operatorname {d} \!r^{2}+r^{2}\operatorname {d} \!\phi ^{2}={\frac {\operatorname {d} \!r^{2}}{\gamma _{\rm {s}}}}+r^{2}\operatorname {d} \!\phi ^{2}=-\operatorname {d} \!s^{2}\!\,.}
Tako je Flammov paraboloid uporaben za vizualizacijo prostorske ukrivljenosti Schwarzschildove metrike. Ne sme pa se ga zamenjevati z gravitacijsko jamo. Noben navadni (masiven ali brezmasen) delec ne more imeti svetovnice, ki bi ležala na paraboloidu, saj so vse razdalje na njem prostorske (to je prečni presek v enem časovnem trenutku, zato bi imel vsak delec, ki se giblje po njem, neskončno hitrost). Tahion bi lahko imel prostorsko svetovnico, ki v celoti leži na enem samem paraboloidu. Vendar tudi v tem primeru njegova geodetka ni trajektorija, ki se jo dobi skozi analogijo gravitacijske jame z »gumijasto planjavo«: zlasti če je vdolbina narisana usmerjena navzgor in ne navzdol, se tahionova geodetka še vedno ukrivi proti osrednji masi in ne stran.
Flammov paraboloid se lahko izpelje na naslednji način. Evklidska metrika v cilindričnih koordinatah {\displaystyle (r,\phi ,w)\!\,} je:
{\displaystyle -\operatorname {d} \!s^{2}=\operatorname {d} \!w^{2}+\operatorname {d} \!r^{2}+r^{2}\operatorname {d} \!\phi ^{2}\!\,.}
Če se privzame, da je površina opisana s funkcijo {\displaystyle w=w(r)\!\,}, se lahko evklidsko metriko zapiše kot:
{\displaystyle -\operatorname {d} \!s^{2}=\left(1+\left({\frac {\operatorname {d} \!w}{\operatorname {d} \!r}}\right)^{2}\right)\,\operatorname {d} \!r^{2}+r^{2}\operatorname {d} \!\phi ^{2}\!\,.}
Če se to primerja s Schwarzschildovo metriko v ekvatorialni ravnini {\displaystyle \theta =\pi /2\!\,} ob določenem času ({\displaystyle t={\text{konst.}},\operatorname {d} \!t=0\!\,}):
{\displaystyle -\operatorname {d} \!s^{2}={\frac {\operatorname {d} \!r^{2}}{\gamma _{\rm {s}}}}+r^{2}\operatorname {d} \!\phi ^{2}\!\,,}
sledi integralski izraz za {\displaystyle w(r)\!\,}:
{\displaystyle w(r)=\int {\frac {\operatorname {d} \!r}{\sqrt {-\gamma _{\rm {s}}}}}=2r_{\rm {s}}{\sqrt {-\gamma _{\rm {s}}}}+{\text{konst.}}\!\,,}
katerega rešitev je Flammov paraboloid.

## Tirno gibanje
Za podrobne podatke o tej temi glej Schwarzschildova geodetka.
Delec, ki kroži v Schwarzschildovi metriki, ima lahko stabilni krožni tir z {\displaystyle r>3r_{\rm {s}}\!\,}. Krožni tiri z {\displaystyle r\!\,} med {\displaystyle 1,5r_{\rm {s}}\!\,} in {\displaystyle 3r_{\rm {s}}\!\,} so nestabilni, za {\displaystyle r<1,5r_{\rm {s}}\!\,} pa krožni tiri ne obstajajo. Krožni tir najmanjšega polmera {\displaystyle 1,5r_{\rm {s}}\!\,} ustreza tirni hitrosti, ki se približuje svetlobni hitrosti. Možno je, da ima delec konstantno vrednost {\displaystyle r\!\,} med {\displaystyle r_{\rm {s}}\!\,} in {\displaystyle 1,5r_{\rm {s}}\!\,}, vendar le, če deluje neka sila, da ga tam obdrži.
Nekrožni tiri, kot je Merkurjeva, se zadržujejo dlje pri majhnih polmerih, kot bi se pričakovalo v Newtonovi gravitaciji. To je mogoče videti kot manj ekstremno različico bolj dramatičnega primera, v katerem delec preide skozi dogodkovno obzorje in v njem ostane za vedno. Vmes med primerom Merkurja in primerom, ko telo pade čez dogodkovno obzorje, obstajajo eksotične možnosti, kot so tiri z nožnim robom, v katerih je mogoče satelit prisiliti, da izvede poljubno veliko število skoraj krožnih tirov, po katerih leti nazaj navzven.

## Simetrije
Izometrična grupa Schwarzchildove metrike je {\displaystyle \mathbb {R} \times \mathrm {O} (3)\times \{\pm 1\}\!\,}, kjer je {\displaystyle \mathrm {O} (3)\!\,} ortogonalna grupa zasukov (vrtenj) in zrcaljenj v treh razsežnostih, {\displaystyle \mathbb {R} \!\,} vključuje časovne translacije, {\displaystyle \{\pm 1\}\!\,} pa je grupa, ki jo ustvari obrat časa.
To je torej podgrupa desetrazsežne Poincaréjeve grupe, ki prevzame časovno os (trajektorijo zvezde) nase. Izpušča prostorske translacije (tri razsežnosti) in potiske (tri razsežnosti). Ohranja časovne translacije (ena razsežnost) in vrtenja (tri razsežnosti). Tako ima štiri razsežnosti. Tako kot Poincaréjeva grupa ima štiri povezane komponente: komponento identitete; časovno obrnjeno komponento; komponento prostorskega obrata in komponento, ki je časovno in prostorsko obrnjena.

## Ukrivljenosti
Riccijev skalar (ukrivljenosti) in Riccijev tenzor ukrivljenosti sta enaka nič. Neničelne komponente Riemannovega tenzorja ukrivljenosti so:
{\displaystyle R^{t}{}_{rrt}=2R^{\theta }{}_{r\theta r}=2R^{\phi }{}_{r\phi r}={\frac {r_{\rm {s}}}{r^{2}(r_{\rm {s}}-r)}}\!\,,}
{\displaystyle 2R^{t}{}_{\theta \theta t}=2R^{r}{}_{\theta \theta r}=R^{\phi }{}_{\theta \phi \theta }={\frac {r_{\rm {s}}}{r}}\!\,,}
{\displaystyle 2R^{t}{}_{\phi \phi t}=2R^{r}{}_{\phi \phi r}=-R^{\theta }{}_{\phi \phi \theta }={\frac {r_{\rm {s}}\sin ^{2}(\theta )}{r}}\!\,,}
{\displaystyle R^{r}{}_{trt}=-2R^{\theta }{}_{t\theta t}=-2R^{\phi }{}_{t\phi t}=c^{2}{\frac {r_{\rm {s}}(r_{\rm {s}}-r)}{r^{4}}}\!\,.}
Komponente, ki jih je mogoče dobiti s simetrijami Riemannovega tenzorja, niso prikazane.
Da bi se razumelo fizikalni pomen teh količin, je koristno izraziti tenzor ukrivljenosti v ortonormirani bazi. V ortonormirani bazi opazovalca so neničelne komponente v geometričnih enotah:
{\displaystyle R^{\hat {r}}{}_{{\hat {t}}{\hat {r}}{\hat {t}}}=-R^{\hat {\theta }}{}_{{\hat {\phi }}{\hat {\theta }}{\hat {\phi }}}=-{\frac {r_{\rm {s}}}{r^{3}}}\!\,,}
{\displaystyle R^{\hat {\theta }}{}_{{\hat {t}}{\hat {\theta }}{\hat {t}}}=R^{\hat {\phi }}{}_{{\hat {t}}{\hat {\phi }}{\hat {t}}}=-R^{\hat {r}}{}_{{\hat {\theta }}{\hat {r}}{\hat {\theta }}}=-R^{\hat {r}}{}_{{\hat {\phi }}{\hat {r}}{\hat {\phi }}}={\frac {r_{\rm {s}}}{2r^{3}}}\!\,.}
Spet niso prikazane komponente, ki jih je mogoče dobiti s simetrijami Riemannovega tenzorja. Ti rezultati so invariantni glede na poljubni Lorentzev potisk, zato se za nestatične opazovalce komponente ne spremenijo. Enačba geodetskega odklona kaže, da je plimski pospešek med dvema opazovalcema, ločenima s {\displaystyle \xi ^{\hat {j}}\!\,}, enak:
{\displaystyle {\frac {D^{2}\xi ^{\hat {j}}}{D\tau ^{2}}}=-R^{\hat {j}}{}_{{\hat {t}}{\hat {k}}{\hat {t}}}\xi ^{\hat {k}}\!\,,}
tako da je telo dolžine {\displaystyle L} raztegnjeno v radialni smeri zaradi navideznega pospeška {\displaystyle (r_{\rm {s}}/r^{3})c^{2}L\!\,} in stisnjeno v pravokotnih smereh za {\displaystyle -(r_{\rm {s}}/(2r^{3}))c^{2}L\!\,}.